# 加冠典禮
- 關於漢字文化圈傳統男子成人禮，請見「冠禮」。
- 關於君主即位儀式，請見「加冕」。

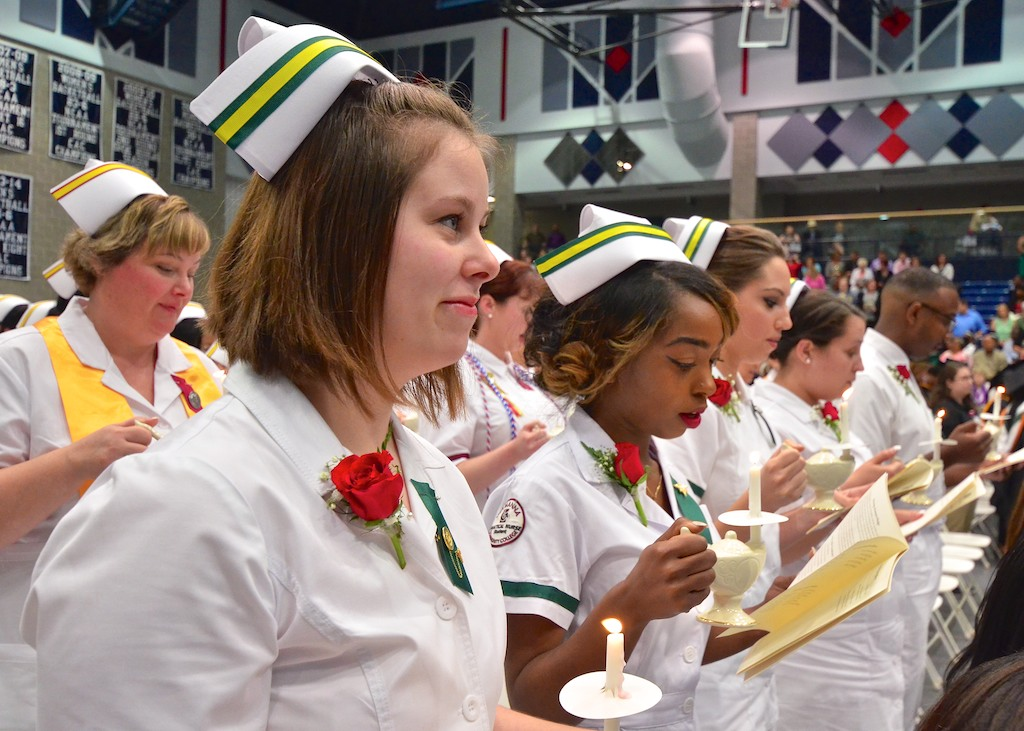
瑪麗華盛頓大學2016年授徽儀式

加冠典禮、授帽儀式是護理學校為即將正式成為護理人員的護校生舉行的一種儀式，用意在提高護理人員的職業意識及使命感，也代表護理科系的學生在接受老師們的戴帽之後，正式進入護理專業領域。這種儀式通常只在亞洲地區的護理學校舉行，歐美地區則較為少見，僅有授徽儀式及醫療人員的授袍儀式。
近年來因各醫院皆停止讓護士配戴護士帽，此一儀式亦成為一種象徵性儀式。

## 歷史
目前可考最早的加冠典禮為大正五年由聖路加國際病院付屬高等看護婦學校（今聖路加國際大學）舉行。

## 簡述

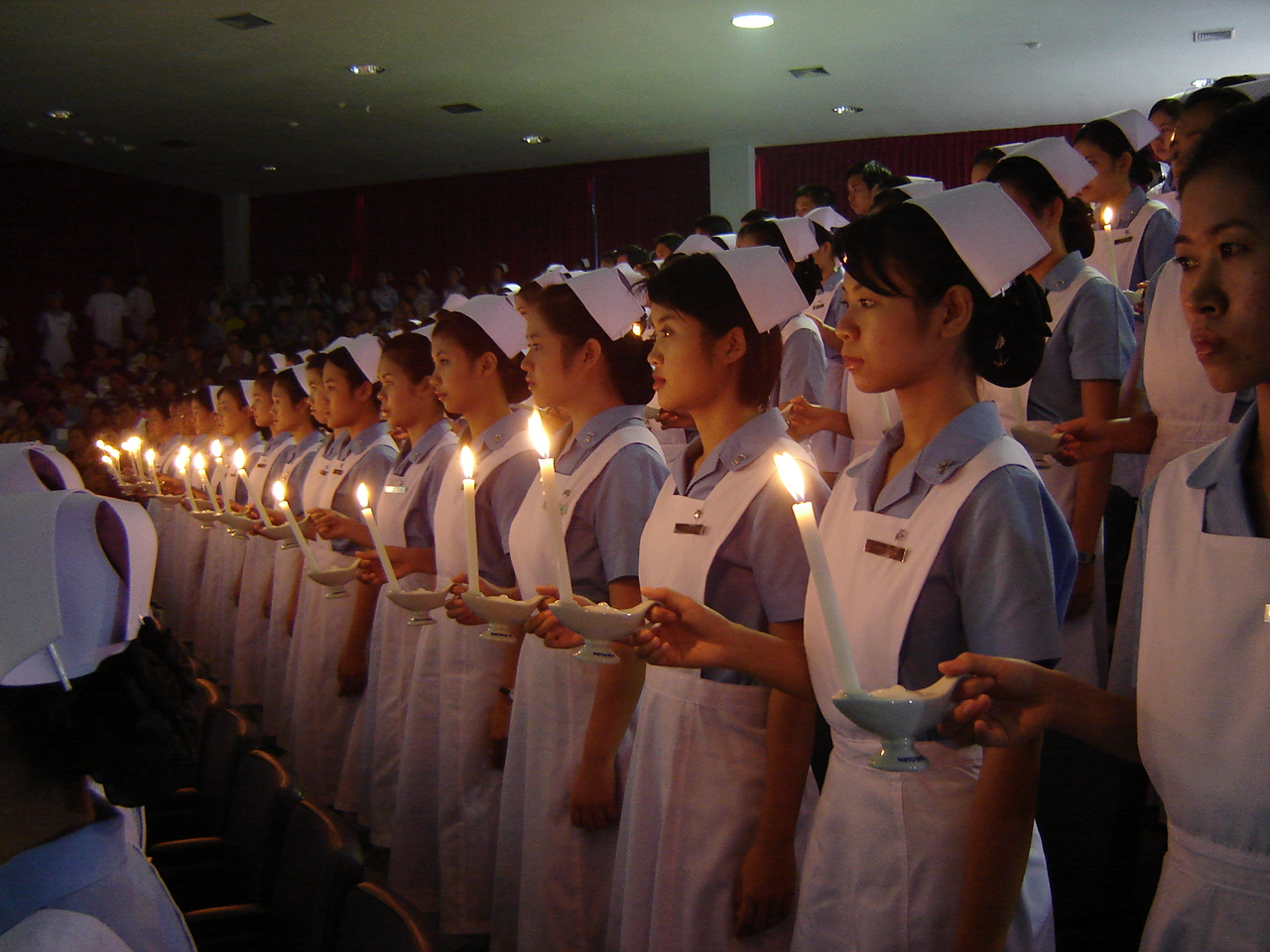
參加加冠典禮的護士們

加冠典禮通常於每年5月舉行，一來紀念國際護士節，二來這時護校生們開始進入醫院進行臨床實習課程，依照護理界的傳統，為其舉行加冠典禮，期許即將進入臨床實習之學生能瞭解己身所肩負之神聖使命和責任，並能肯定生命價值和珍愛生命，以讓護理專業服務精神得以傳承。
加冠典禮通常分為三個步驟：
- 加冠儀式：由師長為護校生戴上護士帽，象徵傳承與邁入護理專業領域的祝福。
- 傳光（傳火）儀式：由師長點燃護校生手中之蠟燭，象徵著責任與愛心的傳承，也代表專業護理「燃燒自己、照亮別人」之神聖使命。[1]
- 朗讀南丁格爾誓言[2]

### 男性護校生
男性護校生因不配戴護士帽，故通常以配戴識別名牌或是授予護理徽章等方式代替。